# Stadtmauer von Derry

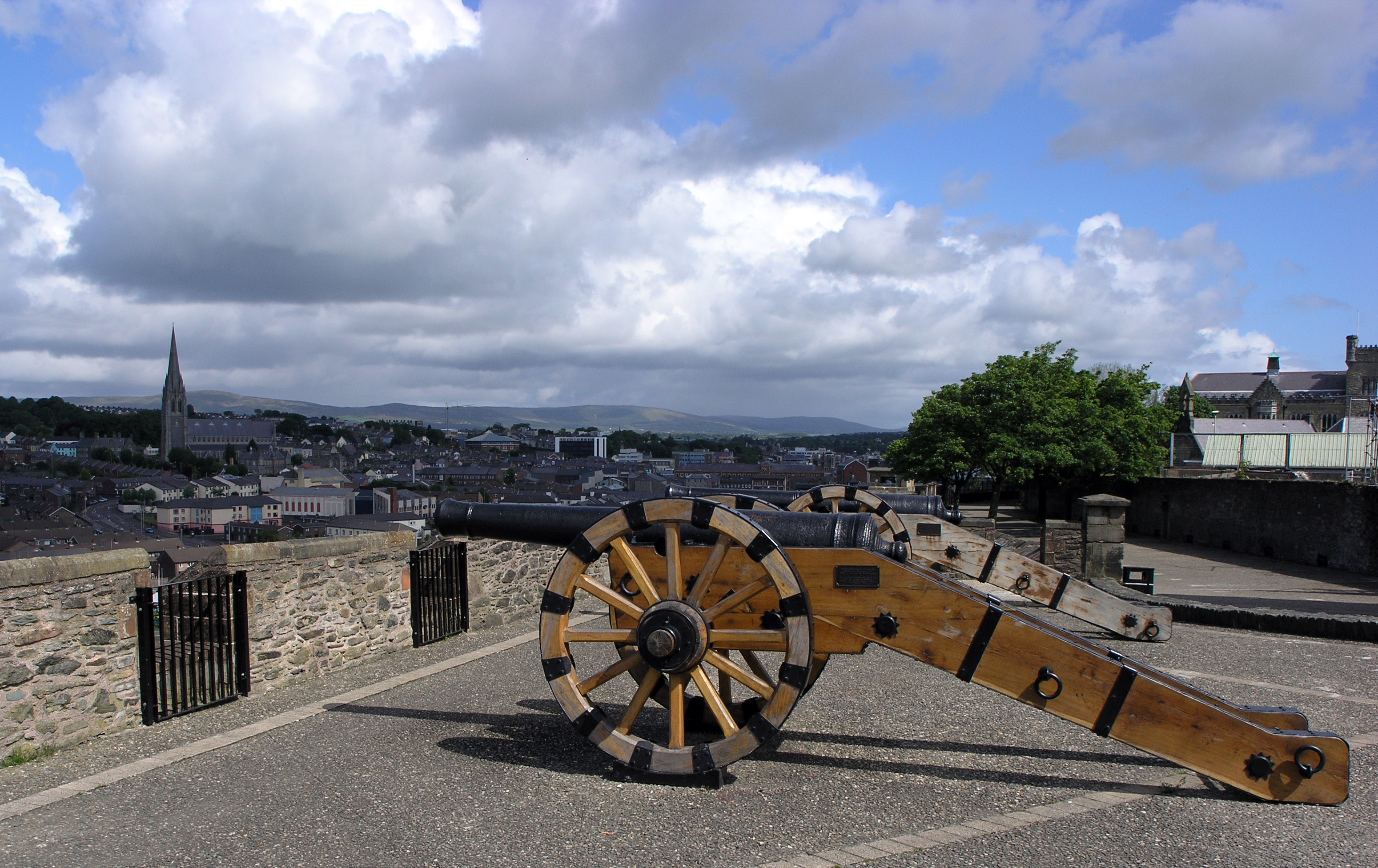
Kanonen auf der Stadtmauer von Derry/Londonderry (mit der Bogside links).

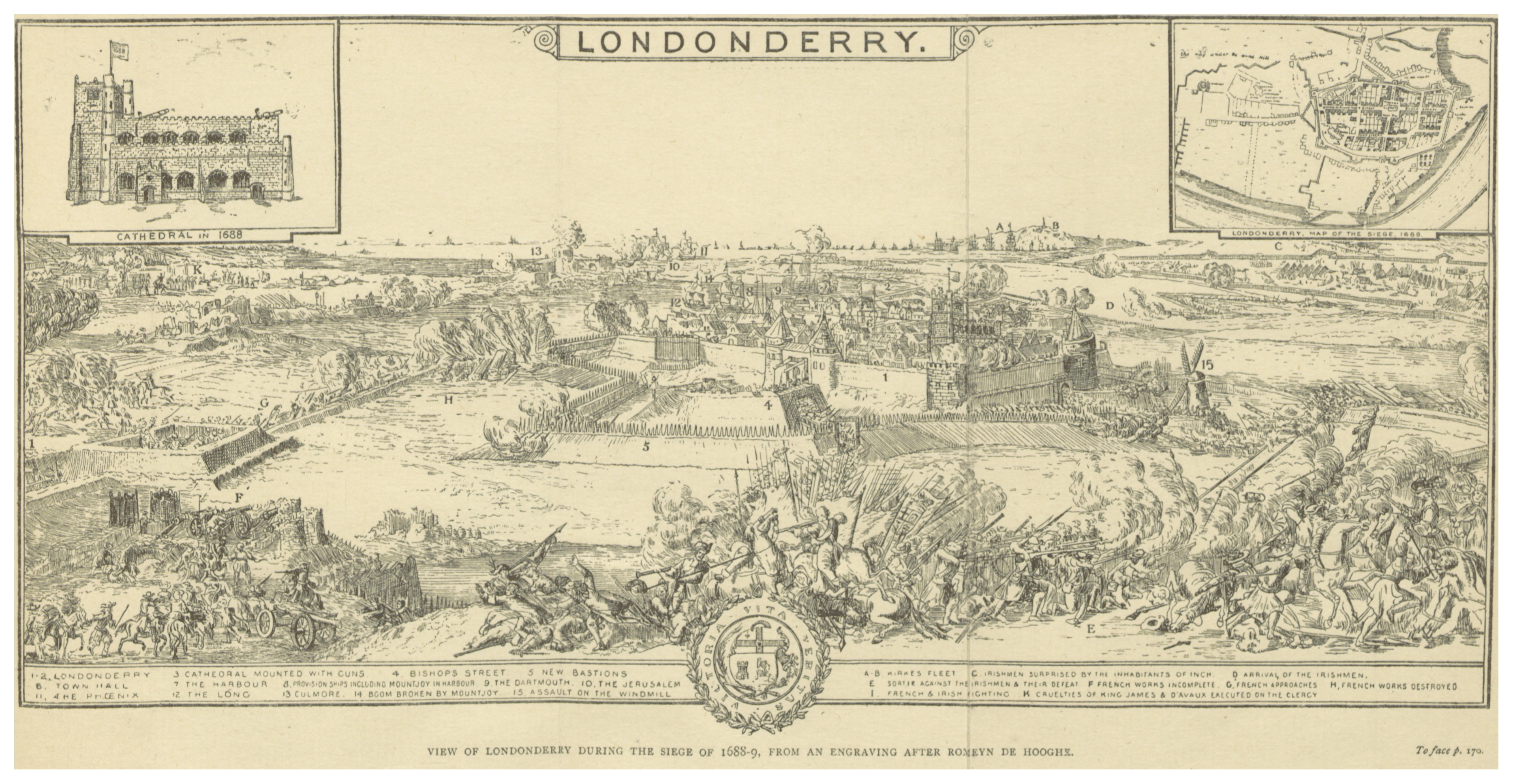
Belagerung der Stadt im Jahr 1688–89 (mit der mit Geschützen bestückten St Columb’s Cathedral oben links und Nr. 3)

Die Stadtmauern von Derry/Londonderry sind Befestigungsanlagen am Westufer des River Foyle um den historischen Kern der Stadt Derry/Londonderry. Derry, die nach Belfast zweitgrößte nordirische Stadt, gilt als die einzige erhaltene ummauerte Stadt in Irland und ist eines der markantesten Beispiele für Festungsstädte in Europa. Die Mauer teilt die Stadt Derry in die außerhalb gelegene Bogside und The Fountain. 
Die Mauern wurden in den Jahren 1613–1618 hauptsächlich aus den Ruinen mittelalterlicher Klostergebäude nach Plänen des Ingenieurs Peter Benson aus London und des Architekten Sir Edward Doddington aus Dungiven gebaut.
Der Bau wurde mit Geldern der Irish Society und einzelner Londoner Geschäftsleute finanziert, in Übereinstimmung mit der königlichen Urkunde von König Jakob I., der im Gegenzug große Landstriche im Gebiet von Derry erhielt. Die Mauern sollten Einwohner (hauptsächlich Immigranten aus England und Schottland) vor Angriffen lokaler irischer Rebellen schützen. Trotz der Belagerungen in den Jahren 1641, 1649 und 1689 wurden die Stadtmauern von Derry nie zerstört, was für ihre sorgfältige Planung und Qualität spricht.
Die mit mächtigen Schutzanlagen und mit eckigen Artilleriebastionen ausgestatteten Mauern haben eine Länge von etwa 1,5 km. Ein Fußgängerweg für Touristen ist entlang der Mauern angelegt. In den Mauern gibt es vier ursprüngliche Tore: Bishop’s Gate, Ferryquay Gate, Butcher Gate und Shipquay Gate. Sie befinden sich am Ende der Straßen, die das historische Zentrum der Stadtfestung kreuzen. Drei weitere Tore wurden später hinzugefügt: Magazine Gate (1865), Castle Gate (1803) und New Gate (1789). Die ursprünglichen Tore wurden im 18. und 19. Jahrhundert rekonstruiert.

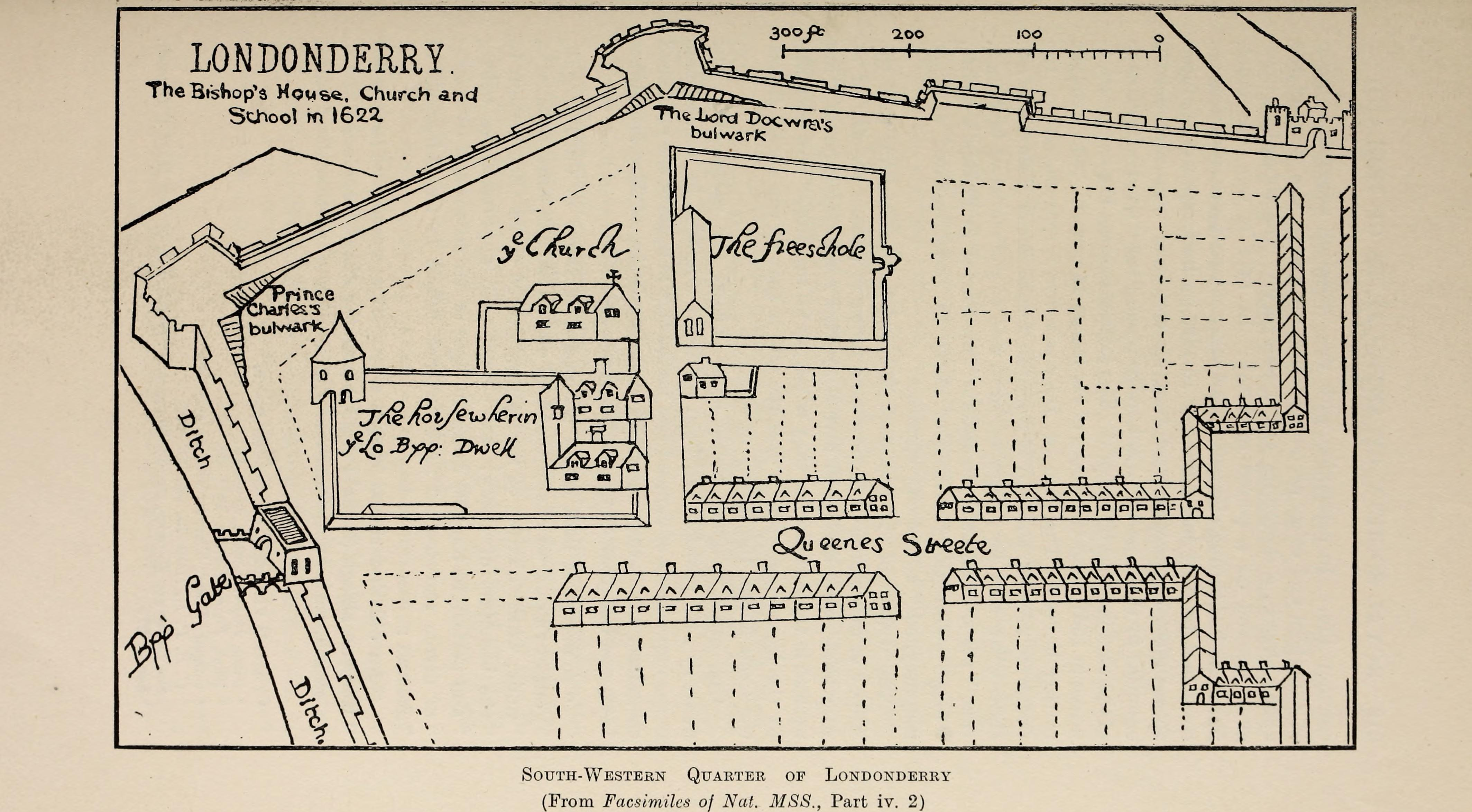
Karte von Londonderry aus dem Jahr 1622, mit der Residenz des Bischofs von Derry im Nordwesten.
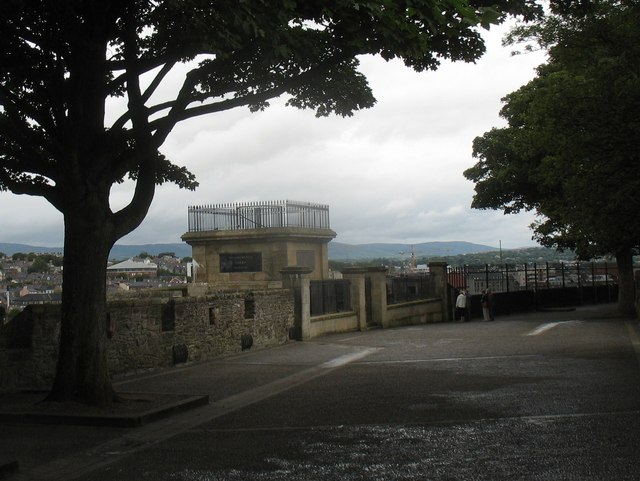
Walker Plinth